# Sopatro di Apamea
Sopatro di Apamea (in greco antico: Σώπατρος?, Sópatros; in latino Sopăter; fl. 327) è stato un filosofo neoplatonico greco antico del IV secolo, che fu messo a morte dall'imperatore Costantino I, di cui era stato amico.

## Biografia
Sopatro era un siriano nativo di Apamea. Filosofo, studiò sotto Giamblico e, quando morì, lo sostituì nel ruolo di figura di spicco del Neoplatonismo. Ebbe due figli, il filosofo Sopatro e il funzionario Imerio.
Fece visita all'imperatore Costantino I, una prima volta nel 327 circa a Nicomedia e una seconda volta nel 327/328 a Costantinopoli. Divenne un amico e un consigliere dell'imperatore; avrebbe detto all'imperatore che il suo assassinio del figlio Crispo non era espiabile.
Inimicatosi l'influente prefetto Ablabio, fu accusato di propagandare il paganesimo, o, secondo un'altra fonte, di aver causato una carestia a Costantinopoli mediante la magia, e messo a morte.

## Opere
Scrisse un'opera intitolata Sulla provvidenza e su coloro che hanno fortuna o sfortuna oltre quanto è debito.